# Júlio Bueno Brandão Filho
Júlio Bueno Brandão Filho (Ouro Fino, 5 de abril de 1883 — ?, 3 de maio de 1954) foi um político brasileiro. Exerceu o mandato de deputado federal constituinte por Minas Gerais em 1934.

## Início de Vida e Trajetória Política
Filho de Hilda Miranda Bueno Brandão e, do senador da república (1898-1901) e presidente do estado de Minas Gerais (1910-1914), Júlio Bueno Brandão, Brandão Filho tinha como irmão Francisco Bueno Brandão, que foi suplente no posto de deputado federal, em Minas, no ano de 1947, assumindo o mandato no ano de 1950. 
Júlio realizou seus estudos nos colégios de São Luís, em Itu, interior de São Paulo, Mineiro, em Ouro Preto, e, também, no Ginásio Mineiro de Belo Horizonte. Já sua educação universitária foi realizada parcialmente na Faculdade de Direito de São Paulo, quando se transferiu, em seu último ano de graduação. para a Faculdade de Direito de França Carvalho, situada no Rio de Janeiro. Brandão Filho se bacharelou no ano de 1907. 